# UPT (음악 그룹)
UPT(옛 이름: 업타운; Uptown)는 대한민국의 힙합 3인조 그룹이다. 정연준의 주도로 1997년 데뷔하여 흑인 음악의 토착화를 표방하여, 한국 초기 힙합씬의 대표적인 그룹으로 자리잡았다. 그러나 잦은 멤버 교체를 하면서 점차 상업적으로 음악이 변하였고, 2000년 마약 사건으로 인해 일부 멤버들이 국외 추방을 당하면서 해체되었다. 이후 2006년 다시 4인조로 멤버 구성을 하여 컴백하였다. 2008년에는 멤버 김상욱가 다시 마약 사건으로 체포되고 이현수 (Carlos)가 탈퇴하면서 Snacky Chan, Maniac과 문지훈 (Swings)를 새 멤버로 영입이 되었다. 2009년 말에는 문지훈 (Swings)가 공식적으로 탈퇴했음을 밝혔다. 2010년 8월 기준으로 멤버는 정연준, Maniac, Snacky Chan, 정양아 (Brownie), 리키, 기준이다. 현재는 활동 중단 상태이며, 사실상 해체한 것으로 보인다. 이후 정연준을 중점으로 스피카 출신 김보형 (루비)을 여자 보컬로 영입하고 객원 멤버 베이빌론 합류하며 2023년 12월 1일 베스트 앨범으로 컴백했다.

## 역사

### 조직과 데뷔
이미 1986년에 이광조 앨범의 작곡가로 데뷔하여 삶, 사랑, 사람 등의 그룹의 멤버로, 또 015B의 객원 보컬로 활동했던 정연준(영어 이름 Chris Jung)은 활동을 접고 2년 동안 공부를 하였다. 그러다가 적당한 사람들을 뽑아 그룹을 조직하기로 하고, 2년 동안 사람들을 모으고 녹음을 하는 작업을 하였다. 처음에 뽑힌 사람은 9명이었으나, 결국 최종적으로 결정된 것은 래퍼인 이현수 (Carlos)와 Steve (김상욱), 그리고 래퍼 및 R&B 보컬인 Tasha(지금의 윤미래)의 3인이었고, 이들이 Uptown의 첫 라인업이 되었다. 정연준 자신은 본래 프로듀서로써만 활동할 계획이었으나, 적당한 남자 보컬을 찾지 못하여 보컬로도 참여하게 되었다. 그의 흑인 음악적 작곡 능력과 김홍순의 편곡 능력이 어우러져, Uptown은 1997년 다시 만나줘로 성공적인 데뷔를 거두었다.

### 상업화와 해체
2집까지 성공적으로 활동을 한 이들은 1998년에 3집을 내는데, 이때부터는 Tasha의 여성 보컬이 중심이 되어 활동을 하기 시작하였다. 또한 정연준은 본격적으로 프로듀서로만 활동을 하게 되었다. 한편 당시 소속사인 월드뮤직의 권유에 따라, 객원 보컬로 박탐희가 영입이 되어 활동하였고, 1999년에는 김보라나와 존 김 (김영진)이 각각 보컬과 래퍼로 영입되어 활동하였다. 또한 클럽을 겨냥한 "Absolute Power" 등의 앨범을 내기도 하였다. 이때의 활동 곡은 가요 스타일로 당시 힙합으로써 그들을 좋아하던 팬들에게 아쉬움을 남겼다.
한편 2000년 즈음, Uptown과 Tiger JK가 대마초를 피운 혐의로 구속되는 사건이 벌어진다.(이후 Tiger JK는 무죄로 밝혀짐) 이현수 (Carlos)와 Steve (김상욱)는 미국 시민권자였으며, 미국 시민권자의 경우 금고 이상의 실형을 받으면 5년간 국외 추방되는 법에 따라 그들은 미국으로 강제로 출국하게 되었고, 결국 Uptown은 해체되었다. 오직 Tasha만이 남아 Movement 내 활동 및 자신의 솔로 앨범 활동을 이어나갔다.
아울러, 4집 멤버이자 SBS 공채 탤런트 2기 출신이었던 김보라나는 해당 그룹 해체 후 가정주부로 지내오다가 SBS 해피시스터즈로 연기자 복귀를 했다.

### 컴백
미국으로 건너간 이현수 (Carlos)와 Steve (김상욱)는 Uptown 3000이라는 그룹을 조직하여 활동하였으나 마케팅의 부족 등으로 부진한 활동을 하였다. 또 Steve (김상욱)가 살인 누명을 쓰는 곤욕을 치르기도 하였다. 후에 Steve (김상욱)는 누명을 벗고 풀려났지만 많이 알려지진 못했고, 정연준은 이를 보고 대중들에게 Uptown의 건재함을 증명하기 위해 다시 곡 작업에 들어간다. 이는 2006년 "My Style"이란 곡으로 컴백하는 것으로 이어졌다. 라인업은 정연준, 이현수 (Carlos), Steve (김상욱) 등 원래 멤버 셋이 들어가있었으며, 윤미래 (Tasha)의 자리를 대신하여 한국과 미국 혼혈인 Jay가 선택되었다. 그러나 그녀는 곡에는 참여했지만 국내에 들어와서 활동하지는 못하고, 대신 Jessica H.O.를 객원 보컬 및 래퍼로 영입하여 같이 활동하였다. 5집 활동이 끝난 후에는 2007년에는 정연준이 설립한 Mo Better Beats 엔터테인먼트를 통해 Slow Jam과 Soul Town 등의 프로젝트 팀으로 일부 멤버가 활동하였다.

### UPT로 변화
2008년 4월 29일, 박선주와 Uptown의 멤버 Steve (김상욱)가 엑스터시를 복용한 혐의로 체포되면서 Steve는 활동을 못하게 되었다. 그리고 5월 23일, 정연준은 Jiggy Fellaz의 Maniac과 Overclass의 Swings를 새로운 멤버로 영입하였다고 밝혀 화제가 되었다. 보도 기사에 의하면, 이번 영입은 2개월에 걸친 협상 끝에 이루어진 것이며, 그들이 함께한 Uptown의 새로운 앨범은 2008년 내에 나올 것이라고 밝혔다. 또 이후 인터뷰에서 정연준은, 외국 진출을 위해 실력과 정신력, 그리고 영어 실력을 기준으로 멤버를 선정하였다고 밝혔다. 한편, Uptown은 공식적으로 팀 이름을 UPT로 바꾸었으며, 정연준은 이 앨범에서 첫 타이틀곡인 흑기사를 제외하고는 모두 프로듀싱으로만 참여하였다. 실제 2009년 4월 기준으로 후속곡인 흑기사(Remix)로 활동하고 있는 UPT는 랩을 담당한 세 명의 래퍼와 객원 보컬 정양아 (Brownie)와 임보람 (Christie)를 맞아 다섯 명만이 무대에 오르고 있다. 2009년 10월 기준으로 UPT는 앨범 활동을 마치고 쉬고 있으며, 매니악은 간간히 스타 골든벨 등의 프로그램에 출연하였다.
2009년 말에는 Swings가 여러 노래를 통해 자신이 더 이상 Uptown 멤버가 아님을 암시하였으며, 이는 솔로 콘서트 홍보 영상에서 공식적으로 알려졌다. 2010년 1월 기준으로 네이버 프로필에는 UPT의 멤버가 정연준, Snacky Chan, Maniac, Brownie로 나타나있다. 이후 2010년 8월 나온 7집에서는 래퍼 리키, 기준을 새로운 객원 멤버로 영입하였다고 밝혔으며, 이에 따라 멤버는 정연준, Maniac, Snacky Chan, Brownie, 리키, 기준 6명이 되었다.

### 현재
2011년 기준으로 네이버 프로필에 UPT 멤버는 Maniac, Snacky Chan, 정양아 (Brownie) 셋으로 나오고 있다. 2010년 12월에는 Brownie와 정연준의 약혼 소식이 알려져 잠시 화제가 되었다. 7집 활동이 마무리된 후 UPT는 다른 활동을 보여주고 있지 않은데, 최근 Swings가 UPT가 해체했다고 인터뷰해서 짧게 언급한 것, 그리고 Maniac과 Snacky Chan이 New Dynasty란 이름의 듀오를 조직하여 활동을 준비 중이고, 이들의 프로필에 "전 UPT 멤버 ("members of their former group, Uptown")"라고 적혀있는 점으로 미루어보아 해체했을 가능성이 적지 않게 있다. 아직까지 어떤 공식 발표가 있지는 않은 상태이다.
정연준을 중점으로 스피카 출신 김보형을 여자 보컬로 객원 멤버 베이빌론 합류하며 2023년 12월 1일 베스트 앨범으로 컴백했다.

## 대표곡
- 다시 만나줘
- 내 안의 그대
- 내일을 위해
- 기다리겠어
- 올라 올라
- 한 오백년
- Casanova
- My Style
- 흑기사
- Baby Baby
- Birthday

## 멤버
- 1,2집 정연준, 이현수 (Carlos), 김상욱 (Steve Kim), 윤미래 (1대 여성 보컬)
- 3집 이현수 (Carlos), 김상욱 (Steve Kim), 윤미래 (Tasha), 박탐희 (객원)
- 4집 이현수 (Carlos), 김상욱 (Steve Kim), 김보라나 (객원), 김영진 (객원)
- 5집 정연준, 이현수 (Carlos), 김상욱 (Steve Kim), Jessica H.O (2대 여성 보컬)
- 6집 정연준, Maniac, 문지훈 (Swings), 임보람 (Christie), 정양아 (Brownie)
- 6집 리패키지 Maniac, Snacky Chan, 문지훈 (Swings), Christie, 정양아 (Brownie)
- 7집 정연준, Maniac, Snacky Chan, 정양아 (Brownie), 리키 (객원), 기준 (객원)
- 베스트 앨범 정연준, 김보형 (3대 여성 보컬), 베이빌론 (객원)

## 디스코그래피
- 1997년 1월 14일 - 1집 Represent
- 1997년 10월 30일 - 2집 내 안의 그대
- 1998년 4월 16일 - 베스트 Mutual Best
- 1998년 9월 24일 - 3집 Chapter 3 In History
- 1999년 4월 15일 - 스페셜 앨범 Absolute Power
- 1999년 12월 17일 - 4집 Verbal Medication
- 2001년 3월 23일 - 베스트 History
- 2006년 5월 25일 - 5집 Testimony
- 2009년 3월 12일 - 6집 New Era
- 2009년 4월 30일 - 6집 리팩키지 De Free (Repackage)
- 2010년 9월 1일 - 7집 Surprise!
- 2023년 12월 1일 - 베스트 앨범 Back II Analog

## 수상 목록

### 가요 프로그램 1위
| 연도            | 수상 내역 (총 1회)                                             |
| --------------- | -------------------------------------------------------------- |
| 1997년 (총 1회) | - 다시 만나줘 (총 1회) - 4월 26일 MBC 《인기가요 BEST 50》 1위 |

## 관련 그룹

### 타샤니
타샤니(Tashannie)는 Tasha와, 댄서 및 래퍼로 활동하였던 Annie가 조직한 듀오 프로젝트 그룹이다. 이들은 1999년 8월 앨범 "Parallel Prophecy"를 내고 활동하였으며, "하루 하루", "경고" 등의 곡으로 활동하였다. "하루 하루"는 정연준이 과거 낸 솔로 앨범의 수록곡 "하루 하루 지나가면"의 리메이크였다.

### Uptown 3000
Uptown 3000은 Uptown의 해체 이후, Carlos와 Steve가 미국에서 조직한 듀오이다. 2006년 4월 "Same Book, Different Chapter"를 발표하였으나, 마케팅의 부족으로 정작 앨범은 미국에서 발매되지 않았고, 한국에서 발매되었다. 또 Steve의 살인 누명 사건 등 악재가 겹쳐서 활동은 부진하였다.

### Slow Jam
Slow Jam은 정연준이 "Mo Better Beats" 엔터테인먼트를 설립한 후 공개한 고급 R&B 프로젝트이다. 2005년 4월 "다가와"라는 곡으로 처음 활동을 시작하였으며, 이 당시 활동은 Ann과 함께 하였다. 이후 2007년 11월에는 클래지콰이의 호란과 함께한 "Crazy Night"을 발표하였다.

### Soul Town
Soul Town은 Uptown의 정연준과 Steve, 그리고 과거 솔리드의 멤버였던 이준과 정재윤의 프로젝트 그룹이다. 이들은 2007년 3월 말 디지털 싱글로 "My Lady"를 발표하였으며, 정연준의 Mo Better Beats 엔터테인먼트를 통해 공개되었다.

### Carlos의 솔로 데뷔
Uptown에서 탈퇴한 Carlos는 2009년 3월 11일 Z-Fact Entertainment의 소속으로서 솔로 앨범 Still Standin'을 발표하였다. 이 앨범에서 Carlos는 Fuktown이란 곡 등을 통해서 자신이 Uptown과 더 이상 관계를 맺지 않고 홀로 활동할 것을 암시하였다. 이후 Jiggy Fellaz의 멤버로 가입하게 되었다.

## 이슈

### Tiger JK를 향한디스의혹
2000년 당시 대마초 사건이 벌어졌을 때, Steve와 Carlos는 Tiger JK에게 누명을 씌웠으며 그로 인해 이들 사이가 매우 악화되었다고 한다. 진실은 아직 밝혀지지 않았으나 Tiger JK가 무혐의었던 것은 이후 밝혀졌다. 2006년 컴백한 이들의 앨범 수록곡인 "Karma"에는 이 사건을 가리키는 듯한 가사가 실려 팬들 사이에서 이슈가 되었다. 또한 타이틀곡이었던 "My Style"에서 "술취한 양아치는 따라가지 말아라"라는 가사도 디스 가사로 의심을 받아왔다.
한편으로 Tiger JK 쪽에서는 T와 함께 하였던 디지털 싱글 "One Summer Night"의 가사나, 양동근의 곡 "Run"에 피쳐링한 가사가 Uptown을 향한 디스라고 추측하였으나, 당사자들은 아무 말을 하지 않아 진실은 밝혀지지 않았다. 또한, Carlos와 개인적인 친분이 있는 S#arp의 Christopher가 힙합플레이야에 둘은 아무런 관계가 아니라는 글을 올리기도 했으며, 리드머 인터뷰에서 정연준이 Carlos와 Steve가 DJ Shine을 만나 화해를 했다고 말하였다.

### Carlos로부터의 디스
2009년 1월 팀에서 탈퇴한 Carlos는 3월에 솔로 앨범 Still Standin'을 발표하였다. 이 앨범에서 그는 Fuktown과 Gangsta란 곡으로, 자신이 이전에 몸담았던 그룹인 UPT를 디스하여 이슈가 되었다. 4월 10일에 이뤄진 인터뷰에서 정연준은 "그 곡들은 아직도 안 들어봤고, 관심도 없다."라면서 "자기를 만들어준 그룹을 자기가 욕한다는 것은 좀 아닌 것 같"지만 "그 친구가 정말 잘 됐으면 좋겠다"고 밝혔다.

## 비판
정연준은 이미 이전부터 여러 곡에서 표절 시비를 받아왔으며, 그 예로 다섯 번째 앨범의 타이틀 곡 "My Style"은 Nate Dogg와 Warren G가 불렀던 "Regulate"란 곡과 많이 닮아있어 표절을 의심받았으나,특히 Regulate곡을 들어보면 통째로 표절이 아니라 콘트롤 C라는 것을 알수 있다